# セオドア・ルーズベルト (原子力潜水艦)
|          |                                                                 |
| 艦歴     |                                                                 |
| 発注:    |                                                                 |
| 起工:    | 1958年5月20日                                                   |
| 進水:    | 1959年10月3日                                                   |
| 就役:    | 1961年2月13日                                                   |
| 退役:    | 1982年12月1日                                                   |
| その後:  | 原子力艦再利用プログラム                                        |
| 除籍:    | 1982年12月1日                                                   |
| 性能諸元 |                                                                 |
| 排水量:  | 水中：6,700トン、水上：5,946トン                                |
| 全長:    | 382 ft (116 m)                                                  |
| 全幅:    | 33 ft (10 m)                                                    |
| 吃水:    | 29 ft (8.8 m)                                                   |
| 機関     | 原子力ギアード・タービン                                        |
| 原子炉   | WEC S5W原子炉 1基                                               |
| 最大速   | 水上20ノット (37 km/h; 23 mph) 水中25ノット (46 km/h; 29 mph)   |
| 乗員     | ブルー、ゴールド2チームの乗組員 各チームそれぞれ士官、兵員139名 |
| 兵装     | 21インチ魚雷発射管6基 ポラリス・ミサイル16発                    |
|          |                                                                 |

セオドア・ルーズベルト (USS Theodore Roosevelt, SSBN-600) は、アメリカ海軍のジョージ・ワシントン級原子力潜水艦。艦名は第26代アメリカ合衆国大統領セオドア・ルーズベルトにちなんで命名された。その名を持つ艦としては2隻目である。

## 艦歴
セオドア・ルーズベルトは1958年5月20日にカリフォルニア州ヴァレーホのメア・アイランド海軍造船所で起工した。当初は SSGN-600 として起工し、スキップジャック級原子力潜水艦スキャンプのコンポーネントが用いられた。1958年11月6日に艦名がセオドア・ルーズベルトと決定し、艦番号も SSBN-600 に変更される。1959年10月3日にアリス・ルーズベルト・ロングワース夫人（ルーズベルト大統領の娘）によって命名、進水し、1961年2月13日にブルー班艦長ウィリアム・E・シムス中佐、ゴールド班艦長オリバー・H・ペリー・ジュニア中佐の指揮下就役する。
就役から5日後、セオドア・ルーズベルトはメア・アイランドを出港し東海岸に向かった。3月7日にパナマ運河を通過し、同運河を通過した初の弾道ミサイル潜水艦となる。その4日後、フロリダ州ケープカナベラルに到着した。3月20日に初のポラリスミサイル発射に成功し整調訓練を完了、5月1日にコネチカット州グロトンに到着、エレクトリック・ボート社のドックに入り整調後の信頼性試験を受ける。補修は6月24日に完了、同日グロトンを出航しサウスカロライナ州チャールストンに向かう。途中バージニア州ノーフォークに寄港し、チャールストンには7月7日に到着した。7月7日から19日まで海軍弾薬廠においてポラリスミサイルを搭載し、最初の配備に向けての準備を行う。7月19日にチャールストンを出航、最初の戦略抑止哨戒に出航する。哨戒は9月23日に完了し、セオドア・ルーズベルトはスコットランド、ホーリー・ロッホの弾道ミサイル潜水艦基地に入港した。
続く3年半にわたってセオドア・ルーズベルトはホーリー・ロッホを拠点として15回の抑止哨戒を行った。1965年の初夏にホーリー・ロッホを出港、17回目にして最後の抑止哨戒を行う。任務を完了し、6月15日にチャールストンに到着した。セオドア・ルーズベルトは16発のポラリスミサイルを降ろし、コネチカット州ニューロンドンに向けて出航、6月26日に到着した。
ニューロンドンでセオドア・ルーズベルトは広範囲オーバーホールのためエレクトリック・ボート社のドックに入渠した。1965年7月から1967年1月まで核燃料の再補給とポラリス発射システムの改良が行われ、新型のポラリス A3 ミサイルが搭載可能となる。オーバーホール作業は1967年1月14日に完了し、海上公試および回復訓練が行われた。訓練では4月の後半にケープカナベラルにおいてポラリスミサイルの発射試験が行われ、成功裏に終了した。訓練期間を終えたセオドア・ルーズベルトはチャールストンに戻り、ミサイルを搭載、再びホーリー・ロッホを拠点として哨戒を行うための準備に入った。18回目の抑止哨戒は6月1日に開始され、哨戒はホーリー・ロッホで完了した。
スコットランドを拠点としての2度目の配備は、最初の配備に比べると非常に短期間なものとなった。1967年6月半ばから1968年2月までに18回目から21回目まで4度の哨戒が行われた。21回目の哨戒から帰還中の3月20日、セオドア・ルーズベルトはスコットランド西方において座礁する。座礁による損傷の応急修理のため乾ドック入りし、その後4月5日にホーリー・ロッホを出港、本国での修理が行われた。4月18日から20日までチャールストンでミサイルを降ろし、続いてニューロンドンに向かう。4月23日にエレクトリック・ボート社のドックに到着し、修理が行われた。しかしながら同社の労使紛争のため修理は遅れ、10月半ばまで作業は完了しなかった。10月後半に海上公試を行い、その後11月2日にニューロンドンを出航、修理後の整調巡航に向かう。セオドア・ルーズベルトはノーフォーク、プエルトリコ、セント・クロイ島を訪問し、チャールストンには11月27日に到着した。その後チャールストン沖で訓練を行い、1969年前半にホーリー・ロッホでの配備を再開した。
配備は1971年5月まで行われた。この間にセオドア・ルーズベルトは9度の抑止哨戒を行い、哨戒後はそれぞれホーリー・ロッホでの整備が行われた。1971年5月12日、31回目の哨戒に出航する。7月20日にセオドア・ルーズベルトはニューロンドンに到着し、哨戒および配備を完了した。ニューロンドンには3週間停泊し、この間、ブルー班とゴールド班からオーバーホール要員が1つのチームとして割り当てられ、残りの乗組員は他の任務に従事した。8月10日にセオドア・ルーズベルトは出航し、13日にチャールストンに到着した。翌月まで修理が行われた後、9月11日にチャールストンを出航、特別任務に就く。チャールストンには9月30日に帰還し、1週間停泊した後3週間の海上での特別任務に就いた。セオドア・ルーズベルトは11月1日にチャールストンに入港し、オーバーホール前の信頼性試験が行われた。その3週間後、燃料再補給のためのオーバーホールが開始され、作業は2年以上続いた。
オーバーホールは1974年1月に完了した。続く2ヶ月に渡ってセオドア・ルーズベルトはチャールストン沖での海上公試を行う。4月および5月に整調訓練と核兵器の信頼性試験が行われた。6月にはニューロンドンを拠点として1週間の海軍兵学校生の訓練巡航を行い、次に原子炉の安全性試験訓練を行った後、ノーフォークで消磁が行われた。6月中旬に太平洋艦隊への配属が行われ、ハワイの真珠湾が新たな母港となる。7月から9月の間に再び海軍兵学校生の訓練巡航を行い、その後配備前の訓練に入る。セオドア・ルーズベルトは9月20日にチャールストンを出航し、10月5日にパナマ運河を通過、ワシントン州バンゴールの戦略兵器廠でミサイルを搭載するため9日間停泊した後、11月4日に真珠湾に到着した。その6日後に真珠湾を出航しマリアナ諸島に向かう。2週間後グアムに入港し、修理を受けた後12月31日に太平洋における最初の戦略抑止哨戒に出航した。セオドア・ルーズベルトはグアム沖で哨戒を続け、1977年12月16日に43回目の哨戒に出航した。
1982年12月1日にセオドア・ルーズベルトは退役、同日除籍された。ワシントン州ブレマートンで保管された後、原子力艦再利用プログラムに従って解体が行われ、作業は1995年3月24日に完了した。